# Capitoli di Tutor Hitman Reborn!
Questa è la lista dei capitoli del manga Tutor Hitman Reborn!, scritto e disegnato dalla mangaka Akira Amano. Il primo capitolo è stato pubblicato su Weekly Shōnen Jump il 4 aprile 2004, mentre l'ultimo il 12 novembre 2012. I singoli episodi sono stati raccolti e pubblicati in tankōbon a partire dall'ottobre del 2004 fino all'uscita del quarantaduesimo e ultimo volume il 4 marzo 2013.
In Italia, il manga è stato inizialmente pubblicato dalla Planeta DeAgostini a partire dal novembre 2007, finendo però per interrompere la serializzazione al numero 18. Nel 2012, Star Comics acquista i diritti della serie e a partire dal 2 novembre 2012 ristampa il manga in una nuova edizione dal numero uno, mentre dal 22 novembre viene ripresa la pubblicazione dall'inedito numero 19 a cadenza mensile. Di seguito sono inserite le date di pubblicazione italiana di entrambe le testate (Planeta e Star Comics) per i primi 18 volumi, mentre per i titoli dei capitoli sono inserite le traduzioni rivedute e corrette dell'ultima edizione definitiva.

## Volumi 1-10
| Nº | Titolo italiano Giapponese 「Kanji」 - Rōmaji | Data di prima pubblicazione             | Data di prima pubblicazione                                       |
| Nº | Titolo italiano Giapponese 「Kanji」 - Rōmaji | Giapponese                              | Italiano                                                          |
| 1  | Tutor Hitman Reborn! 1 「リボーン来る!」 - Ribōn kuru! | 4 ottobre 2004 ISBN 978-4-08-873680-8   | novembre 2007 (Planeta DeAgostini) 2 novembre 2012 (Star Comics)  |
| 1  | Capitoli - Target 1. Il tipo venuto dall'Italia (イタリアからやってきたアイツ?, Itaria kara yattekita aitsu) - Target 2. Il coraggio di morire è fuori uso (死ぬ気弾使用不能?, Shinu ki dan shiyō funō) - Target 3. Hayato Gokudera (獄寺隼人?, Gokudera Hayato) - Target 4. Rischio d'espulsione (退学クライシス?, Taigaku kuraishisu) - Target 5. Takeshi Yamamoto (山本武?, Yamamoto Takeshi) - Target 6. Roulette russa (ロシアンルーレット?, Roshian rūretto) - Target 7. Lambo il piagnucolone (泣き虫ランボ?, Nakimushi Ranbo) |                                         |                                                                   |
| 1  | Trama Tsunayoshi "Tsuna" Sawada, studente delle medie imbranato sia nello studio che lo sport, scopre di essere stato scelto per diventare un boss della mafia. Il capostipite della famiglia Vongola si ritirò in Giappone, quello era il bis-bis-bis nonno di Tsuna; gli altri candidati per la posizione di testa della famiglia Vongola sono morti. e Timoteo alias "Vongola IX," il boss della Famiglia Vongola, ha inviato Reborn per allenare Tsuna; Tsuna malvolentieri si sottopone all'addestramento di Reborn, un assassino giunto dall'Italia e infante di appena un anno d'età. Il maggior mezzo con cui Reborn addestra Tsuna è il proiettile del "coraggio di morire", grazie al quale, quando una persona viene colpita in testa da questo, torna in vita per realizzare il suo ultimo desiderio ad ogni costo. Alla fine è in grado di diventare amico della sua cotta, Kyoko Sasagawa, e diventa amico del giocatore di baseball Takeshi Yamamoto dopo avergli impedito di suicidarsi. Come parte della sua formazione, inizia a incontrare membri della mafia: l'esperto di esplosivi Hayato Gokudera inizialmente vuole uccidere il ragazzo, ma in seguito si sforza di diventare il suo braccio destro. Un altro assassino bambino, Lambo, si presenta cercando di uccidere Reborn, ma invece comincia a vivere con loro. . |                                         |                                                                   |
| 2  | Tutor Hitman Reborn! 2 「いろいろ来る!」 - Iroiro kuru! | 27 dicembre 2004 ISBN 978-4-08-873699-0 | dicembre 2007 (Planeta DeAgostini) 3 dicembre 2012 (Star Comics)  |
| 2  | Capitoli - Target 8. Esame d'ammissione in famiglia (入ファミリー試験?, Nyū famirī shiken) - Target 9. Bianchi (ビアンキ?, Bianki) - Target 10. Poison Cooking II (ポイズンクッキングII?, Poizun kukkingu tsū) - Target 11. Haru Miura (三浦ハル?, Miura Haru) - Target 12. Il settimo problema (問7?, Toi nana) - Target 13. Shoichi Irie (入江正一?, Irie Shōichi) - Target 14. Ryohei Sasagawa (笹川了平?, Sasagawa Ryōhei) - Target 15. Dr. Shamal (Dr.シャマル?, Dokutā Shamaru) - Target 16. Kyoya Hibari (雲雀恭弥?, Hibari Kyōya) |                                         |                                                                   |
| 2  | Trama Un'assassina di nome Bianchi viaggia in Giappone per uccidere Tsuna, in modo da esentare Reborn (di cui è innamorata) dalle sue funzioni, ma Tsuna riesce a sopravvivere ad ogni suo attacco. Un'altra ragazza di nome Haru Miura si innamora di Reborn, ma dopo essere stato salvata da Tsuna, si innamora di lui. Nel frattempo, Reborn comincia a raccogliere le persone per farli entrare nella famiglia di Tsuna e organizza una lotta di pugilato tra Tsuna e il fratello di Kyoko, Ryohei, di cui diventa amico. Inoltre fa combattere Tsuna, Gokudera e Yamamoto contro Kyoya Hibari, leader del Comitato Disciplinare della loro scuola, che li sconfigge, anche se rimane impressionato da Reborn. Un altro assassino chiamato Dottor Shamal incontra Tsuna e lo guarisce da una malattia causata dall'uso eccessivo del proiettile dell'ultimo desiderio. |                                         |                                                                   |
| 3  | Tutor Hitman Reborn! 3 「ほんのり来る!」 - Hon'nori kuru! | 4 marzo 2005 ISBN 978-4-08-873783-6     | gennaio 2008 (Planeta DeAgostini) 2 gennaio 2013 (Star Comics)    |
| 3  | Capitoli - Target 17. Botaoshi (1 parte) (棒倒し(前編)?, Bōtaoshi (zenpen)) - Target 18. Botaoshi (2 parte) (棒倒し(後編)?, Bōtaoshi (kōhen)) - Target 19. Il primo omicidio (はじめての殺し?, Hajimete no koroshi) - Target 20. Mangia e scappa (食い逃げ?, Kuinige) - Target 21. Servizio baby-sitter (保育係?, Hoikugakari) - Target 22. Birthday (バースデー?, Bāsudē) - Target 23. I-pin (イーピン?, Īpin) - Target 24. I-pin VS. Lambo (イーピンVS.ランボ?, Īpin bāsasu Ranbo) - Target 25. Kyoko VS. Haru (京子VS.ハル?, Kyōko bāsasu Haru) |                                         |                                                                   |
| 3  | Trama Nella scuola media di Namimori si svolge un festival sportivo e Tsuna viene costretto a partecipare da Reborn. Tuttavia, dopo diverse gare, la squadra di Tsuna perde e tutti gli studenti finiscono per combattere. Reborn testa ancora Tsuna, facendogli credere che abbia ucciso un ladro, ma la vittima desiderata risulta lavorare per la Famiglia Vongola. Più tardi, Reborn inizia un concorso di Mafia per il proprio compleanno, che atterra Tsuna, il cui compleanno è stato lo stesso giorno, in ospedale. Un giorno, un altro assassino infantile chiamato I-Pin appare per uccidere Tsuna, solo per scoprire che lo ha scambiato per qualcun altro, quindi finisce per vivere anche lei con Tsuna. In seguito I-Pin, dopo aver fatto amicizia Haru e Kyoko, inconsapevolmente le dà gnocchi avvelenati, ma sopravvivono quando Reborn le spara con i proiettili dell'ultimo desiderio. |                                         |                                                                   |
| 4  | Tutor Hitman Reborn! 4 「はねうま来る!」 - Haneuma kuru! | 2 maggio 2005 ISBN 978-4-08-873809-3    | febbraio 2008 (Planeta DeAgostini) 1º febbraio 2013 (Star Comics) |
| 4  | Capitoli - Target 26. I tre fratelli criminali (犯罪の3兄弟?, Hanzai no San Kyōdai) - Target 27. Dino il cavallo imbizzarrito (跳ね馬ディーノ?, Haneuma Dīno) - Target 28. Ancora Dino (ディーノ再び?, Dīno futatabi) - Target 29. In ospedale (入院?, Nyūin) - Target 30. Dispersi (遭難?, Sōnan) - Target 31. Capodanno (お正月?, Oshōgatsu) - Target 32. L'addestramento di Gokudera (獄寺強化プログラム?, Gokudera kyōka puroguramu) - Target 33. Lezione dimostrativa (授業参観?, Jugyō Sankan) |                                         |                                                                   |
| 4  | Trama Dino, l'attuale capo della famiglia Cavallone arriva in Giappone per incontrare Tsuna e si riunisce anche con il suo ex tutor Reborn. Durante il suo soggiorno, la sua tartaruga Enzo, si trasforma in un gigante più volte, ma dal momento che Dino perde le sue capacità fisiche quando i suoi subordinati non sono presenti, non è sempre in grado di aiutare, anche se Reborn spara Tsuna con il proiettile del coraggio di morire per fermarlo ogni volta. Tuttavia, Tsuna viene ferito nel processo e viene portato in un ospedale, dove ciascuno dei suoi amici provoca dei disastri, infastidendo sia l'infermiera che Hibari, che puniscono Tsuna per le loro azioni. Quando Reborn successivamente prende il controllo di una classe a Namimori, finisce per attaccare gli studenti che rispondono male. |                                         |                                                                   |
| 5  | Tutor Hitman Reborn! 5 「星の王子来る!」 - Hoshi no Ōji kuru! | 4 luglio 2005 ISBN 978-4-08-873831-4    | marzo 2008 (Planeta DeAgostini) 1º marzo 2013 (Star Comics)       |
| 5  | Capitoli - Target 34. Futa, il principe delle stelle (星の王子フゥ太?, Hoshi no oji Fūta) - Target 35. Ancora Futa (フゥ太再び?, Fūta futatabi) - Target 36. San Valentino (バレンタインデー?, Barentain Dē) - Target 37. Battaglia sulla neve (雪合戦開始?, Yukigassen kaishi) - Target 38. Battaglia sulla neve: secondo round (雪合戦第2R?, Yukigassen dai ni raundo) - Target 39. L'addestramento di Yamamoto (山本トレーニング?, Yamamoto Torēningu) - Target 40. Distruzione del Dojo (道場破り?, Dōjō yaburi) - Target 41. Guasto (故障?, Koshō) - Target 42. Lo zoo (動物園?, Dōbutsuen) |                                         |                                                                   |
| 5  | Trama Tsuna incontra un giovane ragazzo chiamato Futa che classifica le persone per le loro abilità. Un giorno, Dino organizza una gara di neve con Tsuna e tutti i suoi amici, ma tutti perdono la coscienza dopo aver utilizzato tutta la loro forza. Più tardi, Reborn decide di addestrare Yamamoto, che pensa che la mafia è solo un gioco e gli da una mazza da baseball che si trasforma in una spada quando si muove. Un altro giorno, Ryohei ha una lotta contro una banda che causa problemi in un dojo, ma sono sconfitti da I-pin che diventa un adolescente attraverso il bazooka di Lambo. Lambo si trasforma anche in un adolescente, con cui un'amica di Kyoko cerca di avere un appuntamento, ma Lambo mantiene ancora il suo comportamento infantile. |                                         |                                                                   |
| 6  | Tutor Hitman Reborn! 6 「お調子者 来る!」 - Ochōshimono kuru! | 2 settembre 2005 ISBN 978-4-08-873853-6 | aprile 2008 (Planeta DeAgostini) 2 aprile 2013 (Star Comics)      |
| 6  | Capitoli - Target 43. La festa dei ciliegi in fiore (お花見?, Ohanami) - Target 44. Longchamp Naito (内藤 ロンシャン?, Naitō Ronshan) - Target 45. Il proiettile dell'afflizione (嘆き弾?, Nageki dan) - Target 46. A casa di Longchamp (ロンシャン家?, Ronshan ka) - Target 47. Bowling (ボウリング?, Bōringu) - Target 48. Villeggiatura (リゾート?, Rizōto) - Target 49. I guerrieri del ciuccio (おしゃぶりの戦士達?, Oshaburi no senshi-tachi) - Target 50. In azione! (大活躍?, Dai katsuyaku) - Target 51. La sposa di giugno (6月の花嫁?, Rokugatsu no hanayome) |                                         |                                                                   |
| 6  | Trama Longchamp Naito, capo della famiglia Tomaso, finisce nella stessa classe di Tsuna durante il suo secondo anno e cerca quindi di diventare suo amico invitandolo a casa sua. Più tardi, quando Tsuna e la sua famiglia partono per un viaggio in un resort sull'isola della Mafia, incontra l'Arcobaleno Colonnello, che, insieme al suo rivale Reborn, è uno dei sette bambini più forti del mondo. Incontra anche l'Arcobaleno Skull, che inizia ad attaccare l'isola. Diverse famiglie mafiose dell'isola si uniscono sotto Tsuna per sconfiggere Skull e il suo equipaggio, ma Reborn e Colonnello pongono fine alla battaglia. Giorni dopo, quando Bianchi tiene una cerimonia di nozze per sposare Reborn, quest'ultimo non si presenta, facendole attaccare tutti gli ospiti di nozze. |                                         |                                                                   |
| 7  | Tutor Hitman Reborn! 7 「熱い夏来る!」 - Atsui Natsu kuru! | 2 dicembre 2005 ISBN 978-4-08-873889-5  | maggio 2008 (Planeta DeAgostini) 2 maggio 2013 (Star Comics)      |
| 7  | Capitoli - Target 52. Il maestro d'armi (武器チューナー?, Buki chūnā) - Target 53. Uccidete Tsuna (ツナ暗殺計画?, Tsuna ansatsu keikaku) - Target 54. L'apertura della piscina ((プール開き?, Pūru hiraki) - Target 55. La gara di Tanabata (七夕大会?, Tanabata taikai) - Target 56. Lo strano caso della scomparsa di Lambo (ランボ失踪事件?, Ranbo shissō jiken) - Target 57. Un bagno al mare (海水欲?, Kaisui yoku) - Target 58. Festa estiva (夏祭り?, Natsu matsuri) - Target 59. L'oscuro sospetto di Haru (ハル疑心暗鬼?, Haru gishinanki) - Target 60. Prova di coraggio (肝だめし?, Kimodameshi) |                                         |                                                                   |
| 7  | Trama Un uomo chiamato Giannini visita Reborn per fare le regolazioni dell'arma, ma non riesce ogni volta. Quando Gokudera viene accidentalmente fucilato con il bazooka di Lambo, viene trasformato in una piccola versione di se stesso però finisce per ostacolare un duo di assassini camuffati che tentano di uccidere Tsuna. Nei giorni successivi, si scopre che Tsuna non è in grado di nuotare, quindi tutti i suoi amici cercano di insegnarglielo. In seguito i protagonisti partecipano ad un festival in cui Tsuna, Gokudera, Yamamoto e Hibari finiscono per sconfiggere una banda di teppisti. |                                         |                                                                   |
| 8  | Tutor Hitman Reborn! 8 「隣町ボーイズ来る!」 - Tonari Machi Bōizu kuru! | 3 febbraio 2006 ISBN 978-4-08-874020-1  | giugno 2008 (Planeta DeAgostini) 3 giugno 2013 (Star Comics)      |
| 8  | Capitoli - Target 61. Promozione (昇進?, Shōshin) - Target 62. Assalto (襲撃?, Shūgeki) - Target 63. Mukuro Rokudo (六道 骸?, Rokudō Mukuro) - Target 64. Hayato Gokudera VS. Chikusa Kakimoto (獄寺隼人VS.柿本千種?, Gokudera Hayato bāsasu Kakimoto Chikusa) - Target 65. Evasi (脱獄囚?, Datsugokushū) - Target 66. Partenza! (出発!!?, Shuppatsu!!) - Target 67. Takeshi Yamamoto VS. Ken Joshima (山本武VS.城嶋犬?, Yamamoto Takeshi bāsasu Jōshima Ken) - Target 68. Bianchi VS. M.M. (ビアンキVS.M·M?, Bianki bāsasu Emu Emu) - Target 69. Birds and Twins (バーズ&ツインズ?, Bāzu ando Tsuinzu) - Target 70. Contatto (接触?, Sesshoku) |                                         |                                                                   |
| 8  | Trama La Kokukyo Gang inizia ad attaccare gli studenti più forti della scuola Namimori per arrivare a Tsuna. Hibari incontra il leader, Mukuro Rokudo, ma è facilmente sconfitto. Uno dei subordinati di Mukuro, Chikusa Kakimoto, trova Gokudera e combatte contro di lui. Nonostante venga gravemente ferito, Chikusa cerca di uccidere Gokudera, ma viene fermato da Yamamoto. A Tsuna viene chiesto di sconfiggere Mukuro, e viene assistito da Reborn, Yamamoto, Gokudera e Bianchi. Quando entrano nel territorio di Kokuyo, si confrontano con Ken Joshima, che Yamamoto sconfigge. Sono poi attaccati da altri studenti di Kokukyo che utilizzano i loro amici come ostaggi, ma sono fermati dal dottor Shamal e da I-Pin. Sono poi attaccati, da una persona che si pensa sia Mukuro e che sconfigge Yamamoto. |                                         |                                                                   |
| 9  | Tutor Hitman Reborn! 9 「新アイテム来る!」 - Nyū Aitemu kuru! | 4 aprile 2006 ISBN 978-4-08-874042-3    | luglio 2008 (Planeta DeAgostini) 3 luglio 2013 (Star Comics)      |
| 9  | Capitoli - Target 71. L'ultimo coraggio di morire (最後の死ぬ気弾?, Saigo no shinu ki dan) - Target 72. Tsuna Sawada VS. il falso Mukuro (澤田綱吉VS.偽骸?, Sawada Tsunayoshi bāsasu nise Mukuro) - Target 73. Irruzione! (突入!!?, Totsunyū!!) - Target 74. Controllo della mente (マインドコントロール?, Maindo kontorōru) - Target 75. Abilità (能力?, Sukiru) - Target 76. Il proiettile proibito (禁弾?, Kin dan) - Target 77. Gli allievi (教え子達?, Oshiego-tachi) - Target 78. Nuove armi (新アイテム?, Nyū aitemu) - Target 79. Blood of Vongola (ブラッド·オブ·ボンゴレ?, Buraddo obu Bongore) |                                         |                                                                   |
| 9  | Trama Tsuna che riesce a sconfiggere il falso Mukuro. Tsuna si rende conto che il suo avversario è stato controllato dal vero Mukuro, ed entra nel nascondiglio della gang. Quando sono attaccati da Chikusa e Ken, Gokudera cerca di fermarli da solo, ma Hibari riappare lì e sconfigge entrambi. Tsuna trova il vero Mukuro che rivela la sua capacità di prendere il controllo dei corpi delle persone. Quando Mukuro viene fatalmente ferito da Hibari, inizia a possedere i corpi attorno a lui, inclusi i compagni di Tsuna. All'improvviso, l'animale di Reborn crea un paio di guanti e un nuovo proiettile per aumentare le abilità di Tsuna. Nella nuova modalità "Hyper Dying Will", Tsuna riesce a eliminare in modo sicuro tutti i corpi che Mukuro controlla, lasciando l'originale per ultimo. |                                         |                                                                   |
| 10 | Tutor Hitman Reborn! 10 「リング来る」 - Ringu kuru! | 2 giugno 2006 ISBN 978-4-08-874110-9    | agosto 2008 (Planeta DeAgostini) 1º agosto 2013 (Star Comics)     |
| 10 | Capitoli - Target 80. La fiamma del coraggio di morire (死ぬ気の炎?, Shinu ki no honō) - Target 81. La fine e l'inizio (終わりとそれから?, Owari to sorekara) - Target 82. Aria di tempesta (嵐の予感?, Arashi no yokan) - Target 83. L'obiettivo del ragazzo (少年の目的?, Shōnen no mokuteki) - Target 84. Half Vongola Ring (ハーフボンゴレリング?, Hāfu Bongore Ringu) - Target 85. Iemitsu Sawada (沢田家光?, Sawada Iemitsu) - Target 86. A ciascuno il suo tutor (それぞれの家庭教師?, Sorezore no kateikyōshi) - Target 87. Cominciano le lezioni! (レッスン開始!?, Ressun kaishi!) - Target 88. Quello che non si vede (見えてなかったもの?, Mietenakattamono) - Target 89. Il controllo del coraggio di morire (死ぬ気のコントロール?, Shinu ki no kontorōru) |                                         |                                                                   |
| 10 | Trama Tsuna sconfigge Mukuro che, insieme al resto della sua banda, viene arrestato dai guardiani della mafia, i Vindice. Durante i giorni successivi, compare uno spadaccino che attacca un ragazzo chiamato Basil. Poi attacca Tsuna e i suoi amici quando scopre che sono della famiglia Vongola. Dino riesce a respingere lo spadaccino e rivela a Tsuna che il ragazzo protegge la metà dei Vongola Ring, sette anelli che appartengono ai sette membri più forti dei Vongola. Reborn dice a Tsuna che gli assassini d'élite dei Vongola, i Varia, verranno per gli anelli, quindi lui e i sei "guardiani" selezionati devono allenarsi. Tsuna inizia ad allenarsi con Reborn e Basil, mentre Dino decide di allenare Hibari, Colonnello con Ryohei e Yamamoto con suo padre. Gokudera chiede di allenarsi con il dottor Shamal, ma Shamal decide di non insegnargli fino a quando non impara a dare priorità alla sua vita. |                                         |                                                                   |

## Volumi 11-20
| Nº | Titolo italiano Giapponese 「Kanji」 - Rōmaji | Data di prima pubblicazione            | Data di prima pubblicazione                                        |
| Nº | Titolo italiano Giapponese 「Kanji」 - Rōmaji | Giapponese                             | Italiano                                                           |
| 11 | Tutor Hitman Reborn! 11 「ヴァリアー来る!」 - Variā kuru! | 4 agosto 2006 ISBN 978-4-08-874142-0   | settembre 2008 (Planeta DeAgostini) 4 settembre 2013 (Star Comics) |
| 11 | Capitoli - Target 90. I passi dei Varia (ヴァリアーの足音?, Variā no ashioto) - Target 91. Il Guardiano del Fulmine (雷の守護者?, Kaminari no Shugosha) - Target 92. Incontro casuale (邂逅?, Kaikō) - Target 93. Prima della battaglia (決戦前?, Kessen Mae) - Target 94. Ryohei Sasagawa VS. Lussuria (笹川了平VS.ルッスーリア?, Sasagawa Ryōhei bāsasu Russūria) - Target 95. Il destro di Ryohei (了平の右?, Ryōhei no migi) - Target 96. L'anello del Sole al suo posto (晴のリングのゆくえ?, Hare no ringu no yukue) - Target 97. Lambo VS. Leviathan (ランボVS.レヴィ·ア·タン?, Ranbo bāsasu Revi-a-tan) - Target 98. Lambo vent'anni dopo (20年後のランボ?, Ni-jūnen go no Ranbo) |                                        |                                                                    |
| 11 | Trama I Varia si recano in Giappone e attaccano i guardiani dei Vongola, ma vengono fermati dal padre di Tsuna, Iemitsu, che dice al loro capo Xanxus che i proprietari degli Vongola Ring saranno decisi in una battaglia tradizionale, in cui tutti i membri con lo stesso tipo di anello combatteranno l'uno contro l'altro. La prima lotta è tra i guardiani dell'anello del Sole, Ryohei e un uomo chiamato Lussuria. Ryohei è gravemente ferito, ma è in grado di utilizzare tutto il suo potere quando appare Kyoko, permettendo al Vongola di vincere la prima lotta. La lotta successiva è tra Leviathan e Lambo, che non ha idea di cosa sta succedendo. Spaventato dalla lotta, Lambo usa due volte il suo bazooka per diventare di venti anni più vecchio. Il Lambo adulto riesce a superare Leviathan, ma quando ritorna ad essere un bambino, è quasi ucciso. Tsuna interrompe la lotta, non volendo lasciarlo morire.   |                                        |                                                                    |
| 12 | Tutor Hitman Reborn! 12 「激しい戦い来る!」 - Hageshii Tatakai kuru! | 4 ottobre 2006 ISBN 978-4-08-874265-6  | ottobre 2008 (Planeta DeAgostini) 3 ottobre 2013 (Star Comics)     |
| 12 | Capitoli - Target 99. Il sorriso di Xanxus (XANXUSの笑み?, Zanzasu no emi) - Target 100. Prince the Ripper (プリンズ·ザ·リッパー?, Purinzu za Rippā) - Target 101. Gokudera VS. Belphegor (獄寺隼人VS.ベルフェゴール?, Gokudera Hayato bāsasu Berufegōru) - Target 102. Il coltello del genio (天才のナイフ?, Tensai no naifu) - Target 103. Attacco d'onda impetuosa (怒涛の攻め?, Dotō no seme) - Target 104. Il momento decisivo (決着?, Ketchaku) - Target 105. Il ritorno di Hibari! (雲雀戻る?, Hibari modoru) - Target 106. La scelta di Yamamoto (山本の選択?, Yamamoto no sentaku) - Target 107. Yamamoto VS. Superbi Squalo (山本武VS.スペルビ·スクアーロ?, Yamamoto Takeshi bāsasu Superubi Sukuāro) |                                        |                                                                    |
| 12 | Trama L'anello di Tsuna viene preso per aver interferito nella lotta di Lambo. Come tale, la battaglia finisce con un pareggio. La lotta dei Guardiani della Tempesta inizia tra Gokudera e Belphegor, che combattono all'interno della scuola. Belphegor usa coltelli "volanti" per fermare tutti i candelotti di dinamite di Gokudera. Tuttavia, Gokudera scopre che tutti i coltelli sono attaccati a filetti e riesce a nuocere a Bel migliorando i movimenti delle sue bombe. Quando la scuola comincia ad esplodere, Gokudera segue il consiglio di Tsuna di fuggire, il che comporta la sua sconfitta. Mentre Iemitsu torna in Italia per vedere cosa è successo al boss, la lotta tra Yamamoto e Superbi Squalo, lo spadaccino che lo ha attaccato qualche tempo fa, inizia nel sotterraneo della scuola. |                                        |                                                                    |
| 13 | Tutor Hitman Reborn! 13 「霧の守護者来る!」 - Kiri no Shugosha kuru! | 4 gennaio 2007 ISBN 978-4-08-874301-1  | novembre 2008 (Planeta DeAgostini) 2 novembre 2013 (Star Comics)   |
| 13 | Capitoli - Target 108. Scuola della rondine nella pioggia del tardo autunno (時雨蒼燕流?, Shigure sōen ryū) - Target 109. Il compito del guardiano della pioggia (雨の守護者の使命?, Ame no shugosha no shimei) - Target 110. Ottava forma: pioggia battente (八の型 篠突く雨?, Hachi no kata: shinotsuku ame) - Target 111. La fine della sfida della pioggia (雨の勝負の結末?, Ame no shōbu no ketsumatsu) - Target 112. Il guardiano della nebbia (霧の守護者?, Kiri no shugosha) - Target 113. Chrome all'attacco (クローム襲撃?, Kurōmu shūgeki) - Target 114. Chrome Dokuro VS. Marmon (クローム髑髏VS.マーモン?, Kurōmu Dokuro bāsasu Māmon) - Target 115. Nagi (凪?) - Target 116. Arriva Mukuro! (骸来る!?, Mukuro Kuru!) |                                        |                                                                    |
| 13 | Trama Yamamoto mostra lo stile Shigure Souen, uno stile di spada che gli permette di manipolare l'acqua. Squalo rivela che già conosce lo stile e ha sviluppato una propria variante. Yamamoto crea una nona tecnica del suo stile e sconfigge Squalo, che viene attaccato da uno squalo come punizione della sua sconfitta. Prima della lotta successiva, Tsuna vede Chikusa e Ken, e pensa che il guardiano della nebbia sarà Mukuro, ma invece appare una ragazza chiamata Chrome Dokuro. Questa combatte contro l'Arcobaleno Mammon, e entrambi creano illusioni per combattere, ma Chrome viene ferita gravemente. A Tsuna viene poi raccontato di come Chrome abbia perso la maggior parte degli organi e che Mukuro gli ha salvato la vita. Con Chrome non più in grado di combattere, Mukuro appare e prende il posto di Chrome nella lotta contro Mammon.                                                                     |                                        |                                                                    |
| 14 | Tutor Hitman Reborn! 14 「大空戦来る!」 - Ōzora Sen kuru! | 2 marzo 2007 ISBN 978-4-08-874328-8    | dicembre 2008 (Planeta DeAgostini) 4 dicembre 2013 (Star Comics)   |
| 14 | Capitoli - Target 117. Tre vittorie, tre sconfitte (3勝3敗?, Sanshō sanpai) - Target 118. L'ultima sfida dei guardiani (最後の守護者戦?, Saigo no shugosha sen) - Target 119. Kyoya Hibari VS. Gola Mosca (雲雀 恭弥VS.ゴーラ·モスカ?, Hibari Kyōya bāsasu Gōra Mosuka) - Target 120. Kyoya Hibari VS. Xanxus (雲雀恭弥VS.XANXUS?, Hibari Kyōya bāsasu Zanzasu) - Target 121. Gola Mosca (ゴーラ·モスカ?, Gōra Mosuka) - Target 122. Il piano di Xanxus (XANXUSの企み?, Zanzasu no takurami) - Target 123. La determinazione di Tsuna (ツナの決意?, Tsuna no ketsui) - Target 124. Convocazione (招集?, Shōshū) - Target 125. La battaglia del Firmamento (大空戦?, Ōzora sen) |                                        |                                                                    |
| 14 | Trama Dopo che Mukuro sconfigge facilmente Mammon, scompare, lasciando un'inconscia Chrome al suo posto. Anche se Tsuna è impegnato nell'allenamento, la prossima battaglia inizia con Hibari contro un gigante robotico chiamato Gola Mosca. Hibari sconfigge Mosca con un solo attacco e poi inizia ad attaccare Xanxus fino a quando Mosca si alza e va berserk, causando grandi danni alla scuola. Tsuna arriva in tempo per sconfiggere Moska nella sua modalità Hyper Dying Will, solo per scoprire che Mosca era un robot alimentato dalla forza vitale del nono boss dei Vongola rapito da Xanxus. Il nono boss rassicura Tsuna, ma Xanxus accusa Tsuna di tentato omicidio. Il giorno dopo, l'ultima lotta tra Tsuna e Xanxus inizia, e tutti i guardiani, tra cui Lambo che è ancora incosciente, sono drogati e messi in diverse parti della scuola.                                                                        |                                        |                                                                    |
| 15 | Tutor Hitman Reborn! 15 「零地点突破来る!」 - Zero Chiten Toppa kuru! | 2 maggio 2007 ISBN 978-4-08-874355-4   | gennaio 2009 (Planeta DeAgostini) 2 gennaio 2014 (Star Comics)     |
| 15 | Capitoli - Target 126. Tsunayoshi Sawada VS. Xanxus (沢田 綱吉VS.XANXUS?, Sawada Tsunayoshi bāsasu Zanzasu) - Target 127. I Guardiani risorgono (守護者復活!?, Shugosha fukkatsu!) - Target 128. Feroci battaglie (激戦?, Gekisen) - Target 129. Sfonda il Punto Zero! (死ぬ気の零地点突破?, Shinu ki no Zero Chiten Toppa) - Target 130. Perfezionato (改?, Kai) - Target 131. Rabbia (怒り?, Ikari) - Target 132. Lo Sfondamento del Punto Zero del primo boss (初代零地点突破?, Shodai Zero Chiten Toppa) - Target 133. Blood of Vongola II (ブラッド·オブ·ボンゴレII?, Buraddo obu Bongore Tsū) - Target 134. Variabile X (VARIABILE X?) |                                        |                                                                    |
| 15 | Trama La Battaglia del Cielo inizia, e Tsuna e Xanxus utilizzano diverse fiamme per combattere. Nel frattempo, Hibari mette in libertà gli altri guardiani dei Vongola per far loro affrontare gli altri guardiani Varia liberati da Xanxus. Sopraffatto da Xanxus, Tsuna esegue la Dying Will Zero Point Breakthrough, una tecnica creata dal primo boss del Vongola che gli permette di assorbire tutte le fiamme di Xanxus. Tsuna utilizza il punto zero per il congelamento di Xanxus e scopre che è già stato congelato una volta dal Nono Boss. Mammon e Belphegor cercano di scongelare Xanxus dandogli gli anelli, ma gli anelli rifiutano Xanxus dal momento che è stato solo adottato dal Nono e quindi non ha il sangue dei Vongola. I Varia cercano di chiamare i loro compagni, ma sono tutti sconfitti da una persona sconosciuta.                                                                                       |                                        |                                                                    |
| 16 | Tutor Hitman Reborn! 16 「10年後来る!」 - Jūnen Go kuru! | 3 agosto 2007 ISBN 978-4-08-874401-8   | febbraio 2009 (Planeta DeAgostini) 3 febbraio 2014 (Star Comics)   |
| 16 | Capitoli - Target 135. Party (パーティー?, Pātī) - Target 136. Reborn è scomparso (消えたりボーン?, Kieta Ribōn) - Target 137. Il mondo dieci anni dopo (10年後の世界?, Jūnen go no sekai) - Target 138. La battaglia dieci anni nel futuro (10年後の戦い?, Jūnen go no tatakai) - Target 139. Accampamento (野宿?, Nojuku) - Target 140. Il covo (アジト?, Ajito) - Target 141. Byakuran (百蘭?) - Target 142. Riuniti (再会?, Saikai) - Target 143. Determinazione (覚悟?, Kakugo) |                                        |                                                                    |
| 16 | Trama Lancia, l'uomo che fu usato da Mukuro per nascondere la sua identità, sconfigge i restanti membri dei Varia. Nel frattempo, Tsuna viene dichiarato vincitore della battaglia, guadagnandosi il diritto di diventare il decimo vongola boss. Un giorno, Reborn viene accidentalmente colpito dal bazooka di Lambo e non riappare. Tsuna lo usa e viene trasportato di dieci anni nel futuro, dove trova un Gokudera adulto che successivamente viene sostituito con il suo se più giovane. Dopo aver incontrato una donna di nome Lal Mirch e uno Yamamoto adulto, Tsuna e Gokudera entrano in una base dei Vongola dove incontrano Reborn. Yamamoto dice loro che la famiglia Millefiore sta annientando ogni membro dei Vongola. La base viene attaccata dai soldati dei Millefiore e trovano I-pin, Lambo, Haru e Kyoko, che, insieme a Yamamoto, sono poi sostituiti dai loro se stessi più giovani.                          |                                        |                                                                    |
| 17 | Tutor Hitman Reborn! 17 「ヒバード来る!」 - Hibādo kuru! | 2 novembre 2007 ISBN 978-4-08-874434-6 | marzo 2009 (Planeta DeAgostini) 1º marzo 2014 (Star Comics)        |
| 17 | Capitoli - Target 144. Il potere degli Anelli (リングの力?, Ringu no chikara) - Target 145. Shoichi Irie - parte seconda (入江 正一 その2?, Irie Shōichi sono ni) - Target 146. Lal Mirch (ラル·ミルチ?, Raru Miruchi) - Target 147. Le Fiamme rosse e azzurre (赤と青の炎?, Aka to ao no Honō) - Target 148. Flussi - Anelli - Scrigni (波動·リング·匣?, Hadō Ringu Bokkusu) - Target 149. Due problemi (二つの事件?, Futatsu no jiken) - Target 150. Coloro che aspettano (待ち受ける者?, Machiukerumono) - Target 151. VS. Gamma (VS.γ?) - Target 152. Combination (コンビネーション?, Konbinēshon) - Target 153. Tortura (拷問?, Gōmon) |                                        |                                                                    |
| 17 | Trama Tsuna e Gokudera riescono a sconfiggere i soldati dei Millefiore e tornano alla base. Gokudera scopre una lettera scritta dalla suo se stesso del futuro che li informa che possono tornare al passato se sconfiggono il leader dei Millefiore, Byakuran. Lal Mirch inizia ad allenare Tsuna, Gokudera e Yamamoto e spiega a loro che gli anelli hanno la capacità di aprire scatole che possono scatenare armi o animali. Il giorno successivo, Kyoko lascia il nascondiglio per trovare suo fratello, portando gli altri a cercarla. Kyoko viene salvata dalla versione adulta della sua amica Hana, che le dice dove trovare Ryohei. Mentre cercano Kyoko, Gokudera e Yamamoto sono attaccati da un soldato dei Millefiore, Gamma. Anche dopo aver combattuto insieme, Gokudera e Yamamoto sono seriamente feriti, ma sono salvati da un Hibari adulto.                                                                       |                                        |                                                                    |
| 18 | Tutor Hitman Reborn! 18 「Ver.V.R.来る!」 - Bāshon Bongore Ringu kuru! | 4 febbraio 2008 ISBN 978-4-08-874476-6 | aprile 2009 (Planeta DeAgostini) 2 aprile 2014 (Star Comics)       |
| 18 | Capitoli - Target 154. Kyoya Hibari VS. Gamma (雲雀恭弥VS. ガンマ?, Hibari Kyōya bāsasu Ganma) - Target 155. Ritorno (帰還?, Kikan) - Target 156. Ricongiungimento (合流?, Gōryū) - Target 157. Prova (試練?, Shiren) - Target 158. Eredità (継承?, Keishō) - Target 159. Versione Vongola Ring (Ver.V.R.?) - Target 160. Il segreto degli Scrigni (匣の謎?, Bokkusu no Nazo) - Target 161. 7³ (7³?) - Target 162. Passato (過去?, Kako) - Target 163. Chrome Dokuro VS. Glo Xinia (クローム髑髏VS.グロ·キシニア?, Kurōmu Dokuro bāsasu Guro Kishinia) - Target 164. Mukuro e Chrome (ムクロウとクローム?, Mukurō to Kurōmu) |                                        |                                                                    |
| 18 | Trama Hibari sconfigge facilmente Gamma e porta Gokudera e Yamamoto al nascondiglio. Più tardi, Futa adulto e Bianchi arrivano al nascondiglio. Mentre Tsuna si allena con Lal Mirch, Hibari interrompe, volendo testare Tsuna. Hibari intrappola Tsuna all'interno di una sfera di fiamme, in cui Tsuna inizia a essere messo in discussione dai boss Vongola circa i peccati del loro passato. Dopo Tsuna rifiuta di ereditare quei peccati, il primo Vongola migliora le capacità dei suoi X-Guanti, che gli permette di distruggere la sfera. Tsuna poi affronta Hibari, ma dal momento che il primo è in grado di controllare le nuove fiamme, viene sconfitto. Nel frattempo Chrome si ritrova persa nel futuro, e viene attaccata da un sicario dei Millefiore di nome Glo Xinia. Prima di essere sconfitta, viene salvata dal Mukuro del futuro, che stava possedendo il gufo di Glo.                                          |                                        |                                                                    |
| 19 | Tutor Hitman Reborn! 19 「霧のち晴来る」 - Kiri Nochi Hare kuru! | 4 aprile 2008 ISBN 978-4-08-874497-1   | 22 novembre 2012                                                   |
| 19 | Capitoli - Target 165. Mukuro Rokudo VS. Glo Xinia (六道骸VS.グロ·キシニア?, Rokudō Mukuro Bāsasu Guro Kishinia) - Target 166. Ryohei Sasagawa dieci anni dopo (10年後の笹川了平?, Jūnen Go no Sasagawa Ryohei) - Target 167. La decisione (委ねられた決断?, Yudanerareta Ketsudan) - Target 168. Leonardo Lippi (レオナルド·リッピ?, Reonarudo Rippi) - Target 169. Mukuro Rokudo VS. Byakuran (六道骸VS.白蘭?, Rokudō Mukuro Bāsasu Byakuran) - Target 170. L'arma (武器?, Buki) - Target 171. Il sogno (夢?, Yume) - Target 172. La minaccia (脅威?, Kyōi) - Target 173. Dal secondo imperatore della spada (2代目剣帝より?, Nidaime Kentei Yori) - Target 174. Il giorno prima della battaglia? (決戦前日??, Kessen Zenjitsu?) |                                        |                                                                    |
| 19 | Trama Con l'aiuto di Mukuro, Chrome è in grado di creare corpi solidi di Mukuro, Chikusa, e Ken, che sconfiggono Glo Xinia. Viene poi trovata da Ryohei del futuro, che la porta dagli altri al covo dei Vongola. Nel frattempo, Mukuro usa il corpo di un uomo dei Milliefore per spiarli, ma viene sconfitto da Byakuran, facendo peggiorare le condizioni di Chrome per un breve periodo. I Vongola decidono di attaccare i Milliefore in pochi giorni e continuare l'allenamento. Mentre Tsuna cerca di controllare la nuova fiamma attraverso l'equilibrio della distribuzione di energia, Gokudera è in grado di aprire una delle scatole, rilasciando un gatto, e Yamamoto riesce a sferrare un colpo su Reborn durante la pratica. Nel frattempo, Shoichi Irie, un membro di alto rango dei Milliefiore, raduna tutti i membri al fine di annunciare un attacco al covo dei Vongola.                                           |                                        |                                                                    |
| 20 | Tutor Hitman Reborn! 20 「X BURNER来る!」 - Ikusu Bānā kuru! | 4 giugno 2008 ISBN 978-4-08-874525-1   | 20 dicembre 2012                                                   |
| 20 | Capitoli - Target 175. Assalto notturno (夜襲?, Yashū) - Target 176. Invasione (侵入?, Shin'nyū) - Target 177. Tsunayoshi Sawada VS. Dendro Chilium (沢田綱吉VS.デンドロ·キラム?, Sawada Tsunayoshi bāsasu Dendoro Kiramu) - Target 178. Karma (因縁?, In'nen) - Target 179. Lal Mirch VS. Ginger Bread (ラル·ミルチVS.ジンジャー·ブレッド?, Raru Miruchi bāsasu Jinjā Bureddo) - Target 180. Rimpianti (後悔?, Kōkai) - Target 181. Esca (囮?, Otori) - Target 182. Tsunayoshi Sawada VS. Strao Mosca (沢田綱吉VS.ストゥラオ·モスカ?, Sawada Tsunayoshi bāsasu Suturao Mosuka) - Target 183. King (キング?, Kingu) - Target 184. Volo (飛翔?, Hishō) - Target 185. Conclusione (決着?, Ketchaku) |                                        |                                                                    |
| 20 | Trama Quando il covo Vongola viene attaccato dai soldati dei Millefiore, Hibari rimane a fermarli mentre Tsuna, Ryohei, Gokudera, Yamamoto, e Lal Mirch fanno segretamente irruzione alla base Millefiore. Durante l'attacco della base Millefiore, i Vongola vengono attaccati da un ragazzo di nome Ginger Bread che sostiene di aver ucciso Colonnello. Lal Mirch cerca di vendicarsi per la morte del suo allievo, ed è in grado di attivare il proprio ciuccio Arcobaleno per aumentare il suo potere, ma Ginger fugge. I Vongola vengono poi attaccati ancora una volta da un robot Strao Mosca controllato da un tecnico dei Millefiore chiamato Spanner, e Tsuna rimane a combattere contro di lui. Il Mosca è in grado di contrastare tutti gli attacchi di Tsuna, costringendolo a usare la sua tecnica X-Burner che utilizza le sue fiamme più forti. Sebbene l'attacco distrugga il robot, Tsuna sviene e viene catturato. |                                        |                                                                    |

## Volumi 21-30
| Nº | Titolo italiano Giapponese 「Kanji」 - Rōmaji | Data di prima pubblicazione             | Data di prima pubblicazione |
| Nº | Titolo italiano Giapponese 「Kanji」 - Rōmaji | Giapponese                              | Italiano                    |
| 21 | Tutor Hitman Reborn! 21 「SISTEMA C.A.I.来る!」 - Sisutēma Shī Ē Ai kuru! | 4 settembre 2008 ISBN 978-4-08-874565-7 | 23 gennaio 2013             |
| 21 | Capitoli - Target 186. VS. Baishana (VS.バイシャナ?, Bāsasu Baishana) - Target 187. Prigionia (囚われ?, Toraware) - Target 188. Ryohei Sasagawa VS. Baishana (笹川了平VS.バイシャナ?, Sasagawa Ryōhei bāsasu Baishana) - Target 189. Base Melone (メローネ基地?, Merōne kichi) - Target 190. VS. Gamma (VS.γ?, Bāsasu Ganma) - Target 191. Ryohei Sasagawa VS. Gamma (笹川了平VS.γ?, Sasagawa Ryōhei bāsasu Ganma) - Target 192. Il sistema C.A.I. (SISTEMA C.A.I.?, Sisutēma Shī Ē Ai) - Target 193. Hayato Gokudera VS. Gamma (獄寺 隼人VS.γ?, Gokudera Hayato bāsasu Ganma) - Target 194. Il sistema C.A.I. 2ª parte (SISTEMA C.A.I.その2?, Sisutēma Shī Ē Ai sono ni) - Target 195. Uri (瓜?, Uri) |                                         |                             |
| 21 | Trama Ryohei combatte e sconfigge un altro membro dei Millefiore chiamato Baishana che usa un serpente gigante per attaccarlo. Nel frattempo, Tsuna viene rapito da Spanner, che in realtà vuole aiutarlo a perfezionare l'X-Burner. Mentre i Vongola si avvicinano a Shoichi Irie, quest'ultimo utilizza le sue capacità di riorganizzare le stanze della base, separando Yamamoto e Lal da Gokudera e Ryohei, che si trovano di fronte a Gamma. Ryohei combatte contro di lui, ma quando viene sconfitto, Gokudera lo sostituisce. Gokudera utilizza il Sistema CAI, che consente di attivare contemporaneamente diverse Box. Aiutato dal suo gatto Uri, che aumenta di dimensione e forza a causa della fiamma di Ryohei, riesce a superare Gamma. |                                         |                             |
| 22 | Tutor Hitman Reborn! 22 「蒼燕流特式来る!」 - Sōen Ryū Tokushiki kuru! | 4 novembre 2008 ISBN 978-4-08-874592-3  | 21 febbraio 2013            |
| 22 | Capitoli - Target 196. Il passato di Yuni e Gamma (ユニとγ?, Yuni to Ganma) - Target 197. Gesso e Giglio nero (ジェッソとジッリョネロ?, Jesso to Jirryo Nero) - Target 198. Genkishi (幻騎士?, Genkishi) - Target 199. Takeshi Yamamoto VS. Genkishi (山本武VS.幻騎士?, Yamamoto Takeshi bāsasu Genkishi) - Target 200. Nebbia (霧?, Kiri) - Target 201. Intrusione (侵入者?, Shinnyūsha) - Target 202. Il dispositivo circolare (丸い装置?, Marui sōchi) - Target 203. Kyoya Hibari VS. Genkishi (雲雀恭弥VS.幻騎士?, Hibari Kyoya bāsasu Genkishi) - Target 204. Sfera di aghi inversa (裏 球針態?, Ura kyūshintai) - Target 205. Risveglio (目覚め?, Mezame) |                                         |                             |
| 22 | Trama Gamma rivela che ha un profondo odio per Byakuran, credendo che abbia fatto qualcosa al suo capo Uni facendola diventare emotivamente distaccata. Nel frattempo, Yamamoto trova e combatte il più forte subordinato di Byakuran, Genkishi. Tenta di utilizzare le conoscenze acquisite dai video di Squalo per sconfiggere le illusioni di Genkishi, ma viene sconfitto. Allo stesso tempo, il subordinato di Hibari, Tetsuya Kusakabe, invade la base Millefiore, mentre Tsuna e Spanner sono attaccati da diversi membri dei Millefiore. Prima che Yamamoto sia ucciso, Hibari adulto arriva a combattere contro Genkishi. Anche se riesce a combattere allo stesso livello, Hibari viene sopraffatto. Mentre Hibari sta per essere ucciso, viene improvvisamente sostituito dal suo sé stesso più giovane. |                                         |                             |
| 23 | Tutor Hitman Reborn! 23 「ツナVS.幻騎士来る!」 - Tsuna Bāsasu Genkishi kuru! | 4 febbraio 2009 ISBN 978-4-08-874630-2  | 21 marzo 2013               |
| 23 | Capitoli - Target 206. Disciplina (風紀?, Fūki) - Target 207. Anima Meccanica (メカニック魂?, Mekanikku Damashii) - Target 208. L'X Burner perfezionato (完璧なX BURNER?, Kanpeki na Ikusu Bānā) - Target 209. La fiamma dell'anello (リングの炎?, Ringu no honō) - Target 210. Fuori controllo (暴走?, Bōsō) - Target 211. Corsa (突進?, Tosshin) - Target 212. Blocco di difesa finale (最終防衛区画?, Saishū bōei burokku) - Target 213. Tsunayoshi Sawada VS. Genkishi (沢田綱吉VS.幻騎士?, Sawada Tsunayoshi bāsasu Genkishi) - Target 214. Sorpresa (意表?, Ihyō) - Target 215. Fedeltà (忠誠?, Chūsei) |                                         |                             |
| 23 | Trama Hibari non è in grado di sconfiggere Genkishi, ed è aiutato da Chrome e da un infortunato Gokudera. Dopo aver ricevuto consigli da Tetsuya, Hibari rilascia un riccio da una Box speciale. Tuttavia, l'animale va berserk e inizia a distruggere una parte della base, facendo scappare i Vongola e Genkishi. Nel frattempo, Tsuna e Spanner affrontano Ginger Bread e Iris Hepburn che riescono a sopraffare Tsuna. Utilizzando le lenti create da Spanner, Tsuna è in grado di controllare le fiamme del X-Burner e lo esegue con successo, sconfiggendo i suoi nemici. Tsuna, insieme a Spanner, va ad affrontare Irie, ma sono attaccati da Genkishi. Mentre Tsuna comincia a superare gradualmente Genkishi, quest'ultimo si infuria e invoca i veri poteri del suo Hell Ring. |                                         |                             |
| 24 | Tutor Hitman Reborn! 24 「10年後ヴァリアー来る!」 - Jūnen-go Variā kuru! | 3 aprile 2009 ISBN 978-4-08-874651-7    | 24 aprile 2013              |
| 24 | Capitoli - Target 216. Hell Ring (ヘルリング?, Heru Ringu) - Target 217. Hyper Explosion (超爆発?, Chō Bakuhatsu) - Target 218. Arrivo (到着?, Tōchaku) - Target 219. La verità (真相?, Shinsō) - Target 220. We Are Varia! (We are VARIA!!?) - Target 221. Impossibile (ありえないこと?, Arienai koto) - Target 222. Belphegor e Rasiel (BelphegorとRasiel?, Belphegor to Rasiel) - Target 223. Quattro scrigni (4人開匣?, Yonin kai kō) - Target 224. Xanxus VS. Rasiel (XANXUS VS. Rasiel?) - Target 225. Incrocio (雑種?, Mikkusu) - Target 226. La fiamma di Xanxus (XANXUSの炎?, Zanzasu no honō) |                                         |                             |
| 24 | Trama Tsuna sovrasta Genkishi mettendolo in fuga. Tsuna viene poi affrontato da Irie, che inizialmente usa i suoi veri amici come ostaggi, ma li libera inaspettatamente, rivelando di essere un alleato dello Tsuna del futuro, che gli ha chiesto di mandare Tsuna e i suoi amici nel futuro in modo da poter aumentare i loro poteri per sconfiggere Byakuran. Nel frattempo, secondo il piano di Tsuna adulto, i Varia attaccano la base dei Millefiore in Italia per sconfiggere i rimanenti nemici. Mentre Squalo comanda i soldati, Belphegor e il nuovo membro Flan sono attaccati dal subordinato dei Milliefiore Rasiel, che è anche il fratello gemello di Belphegor. Rasiel e il suo maggiordomo Olgelt sconfiggono facilmente i due Varia, ma sono poi attaccati da Xanxus. |                                         |                             |
| 25 | Tutor Hitman Reborn! 25 「ボンゴレ匣来る!」 - Bongore Bokkusu kuru! | 3 luglio 2009 ISBN 978-4-08-874701-9    | 23 maggio 2013              |
| 25 | Capitoli - Target 227. Vere (真?, Riaru) - Target 228. Le Sei Vere Corone Funebri (真6弔花?, Riaru Roku Chōka) - Target 229. Ritorno a casa (帰還?, Kikan) - Target 230. Riposo (休息?, Kyūsoku) - Target 231. Ricarica (充電?, Jūden) - Target 232. Choice (チョイス?, Choisu) - Target 233. La moto (バイク?, Baiku) - Target 234. Il mostro (怪物?, Kaibutsu) - Target 235. Comincia l'allenamento (修業開始?, Shugyō kaishi) - Target 236. Sciopero (ボイコット?, Boikotto) - Target 237. Confessione (告白?, Kokuhaku) |                                         |                             |
| 25 | Trama Mentre Xanxus sconfigge Rasiel e Olgelt, Byakuran si mette in contatto con i Vongola, dicendo loro che gli uomini che hanno sconfitto non erano i veri guardiani dei Millefiore. Per sconfiggere i più forti subalterni di Byakuran, le Sei Corone Funebri, Irie consegna delle speciali scatole che possono aiutare Tsuna e i suoi guardiani nella lotta imminente. Avendo solo dieci giorni per prepararsi, il gruppo di Tsuna, insieme con il giovane Ryohei che è stato trasportato anche lui nel futuro, tornano al loro nascondiglio. Durante l'allenamento, Tsuna apre la scatola, scatenando una creatura misteriosa che lo attacca. Il Dino del futuro arriva al nascondiglio per aiutare Tsuna e gli altri ad allenarsi. Volendo sapere cosa sta succedendo a Tsuna e gli altri, Haru e Kyoko iniziano un boicottaggio fino a quando non verrà detta a loro la verità. Sentendosi in colpa, Tsuna decide di confessare alle ragazze di lotte delle famiglie mafiose. |                                         |                             |
| 26 | Tutor Hitman Reborn! 26 「チョイス来る!」 - Choisu kuru! | 2 ottobre 2009 ISBN 978-4-08-874729-3   | 20 giugno 2013              |
| 26 | Capitoli - Target 238. Cambiamenti (変化?, Henka) - Target 239. Il giorno decisivo (決戦の日?, Kessen no hi) - Target 240. Il biglietto (チケット?, Chiketto) - Target 241. Inizia il Choice! (チョイス開始!?, Choisu kaishi!) - Target 242. La regola del bersaglio (ターゲットルール?, Tāgetto rūru) - Target 243. Via alla battaglia! (バトルスタート!!?, Batoru sutāto!!) - Target 244. L'Arma Scrigno di Tsuna (ツナの匣兵器?, Tsuna no Bokkusu Heiki) - Target 245. Takeshi Yamamoto VS. Saru (山本武VS猿?, Yamamoto Takeshi bāsasu Saru) - Target 246. Lo scrigno Vongola di Yamamoto (山本のボンゴレ匣?, Yamamoto no Bongore bokkusu) - Target 247. Revenge (リベンジ?, Ribenji) |                                         |                             |
| 26 | Trama Nel giorno della lotta, entrambe le famiglie devono competere in un gioco chiamato Choice, in cui i combattenti selezionati devono sconfiggere un obiettivo principale avversario per vincere la partita. Per i Vongola, i guardiani partecipanti sono Tsuna, Gokudera e Yamamoto, mentre i non-membri partecipanti sono Spanner e Irie, quest'ultimo è il bersaglio dei Millefiore. Non appena la lotta inizia, Tsuna affronta corona funebre Torikabuto ed è in grado di sopraffarlo con la sua Vongola Box. Yamamoto viene attaccato da Genkishi, che è travestito da uno dei subordinati di Torikabuto, Saru. Tuttavia, Genkishi non è in grado di sconfiggere Yamamoto che ha migliorato la sua abilità con l'aiuto di Squalo. |                                         |                             |
| 27 | Tutor Hitman Reborn! 27 「ユニ来る!」 - Yuni kuru! | 4 dicembre 2009 ISBN 978-4-08-874750-7  | 25 luglio 2013              |
| 27 | Capitoli - Target 248. La fine di Genkishi (幻騎士の最期?, Genkishi no saigo) - Target 249. Nube oscura (暗雲?, An'un) - Target 250. Resistenza (抵抗?, Teikō) - Target 251. La fine del Choice (チョイス終了?, Choisu shūryō) - Target 252. Il paradosso di Phalaenopsis (ファレノプシス·パラドックス?, Farenopushisu paradokkusu) - Target 253. Il paradosso di Phalaenopsis (2ª parte) (ファレノプシス·パラドックス2?, Farenopushisu paradokkusu ni) - Target 254. La visita di Yuni (ユニ光臨?, Yuni kōrin) - Target 255. Il verdetto (決断?, Ketsudan) - Target 256. Brama (欲望?, Yokubō) - Target 257. Namimori (並盛?, Namimori) - Target 258. Fuga (脱出?, Dasshutsu) |                                         |                             |
| 27 | Trama Genkishi viene ucciso dalla corona funebre Kikyo su ordine di Byakuran. Tsuna e Yamamoto cercano di attaccare il loro obiettivo, la corona funebre Daisy, ma Tsuna è ostacolato da Torikabuto. Kikyo riesce a superare Gokudera e impala Irie mentre Yamamoto attacca Daisy. Essendo Daisy immortale però la vittoria va ai Millefiore. Irie rivela di essere stato lui, a causa dei suoi viaggi nel tempo, a scatenare in Byakuran la capacità di entrare in contatto con ogni sua versione negli altri universi paralleli, e chiede la rivincita. Quando Byakuran la nega, Uni compare e accetta la richiesta dei Vongola affinché la proteggano. I Vongola accettano e fuggono con lei. Dopo che Hibari e Dino si separano per controllare lo stato di Nanimori, la corona funebre Zakuro attacca il loro nascondiglio e Squalo lo combatte per facilitare la fuga degli altri.                                                                                             |                                         |                             |
| 28 | Tutor Hitman Reborn! 28 「最終決戦来る!」 - Saishū Kessen kuru! | 4 marzo 2010 ISBN 978-4-08-870012-0     | 22 agosto 2013              |
| 28 | Capitoli - Target 259. Kawahira (川平のおじさん?, Kawahira no ojisan) - Target 260. Scrigni del Massacro (修羅開匣?, Shura Kaikō) - Target 261. Manette (手錠?, Tejō) - Target 262. Di nuovo insieme (再会?, Saikai) - Target 263. Collaborazione (連携?, Renkei) - Target 264. La notte prima (前夜?, Zen'ya) - Target 265. L'alba (夜明け?, Yoake) - Target 266. Il braccio destro (右腕?, Migiude) - Target 267. Scontro (激突?, Gekitotsu) - Target 268. Con un colpo (一撃?, Ichigeki) |                                         |                             |
| 28 | Trama Kawahira, il capo di I-pin, nasconde i Vongola nel suo ristorante per proteggerli da Zakuro. A Nanimori, Daisy si confronta con Dino e Hibari, e quest'ultimo riesce a sconfiggerlo con la sua Vongola Box. Le altre corone trovano gruppo di Tsuna, ma riescono a fuggire una volta che Tsuna sconfigge Torikabuto. Per affrontare le restanti corone, i Vongola si dividono in tre parti, e il primo gruppo tende un'imboscata a Zakuro. Mentre tutti sono sopraffatti da Zakuro quando Bluebell arriva ad aiutarlo, i Varia decidono di aiutare i Vongola nella loro lotta. Nel frattempo, Kikyo ed i suoi uomini attaccano il secondo gruppo, mentre il terzo protegge Uni. |                                         |                             |
| 29 | Tutor Hitman Reborn! 29 「ツナ対白蘭来る!」 - Tsuna Tai Byakuran kuru! | 30 aprile 2010 ISBN 978-4-08-870034-2   | 26 settembre 2013           |
| 29 | Capitoli - Target 269. Primo round (1R?) - Target 270. Nei guai (窮地?, Kyūchi) - Target 271. Adunata Kokuyo (黒曜集結?, Kokuyou shūketsu) - Target 272. Ghost (GHOST?) - Target 273. Assorbimento (吸収?, Kyūshū) - Target 274. Le fiamme scomparse (炎の行方?, Honō no yukue) - Target 275. Tsunayoshi Sawada VS. Byakuran (沢田綱吉vs白蘭?, Sawada Tsunayoshi bāsasu Byakuran) - Target 276. Risonanza (共鳴?, Kyōmei) - Target 277. Sfortuna (不運?, Fūn) - Target 278. "Mare", "Vongola", "Arcobaleno" (「海」「貝」「虹」?, Umi Kai Niji) |                                         |                             |
| 29 | Trama Ora libero dalla prigione, il Mukuro del futuro interrompe la lotta tra i Millefiore e i Vongola, aiutando questi ultimi. Byakuran decide di inviare l'ultima corona funeraria, Ghost, che in realtà è il doppio parallelo di Byakuran stesso. Ghost inizia ad assorbire l'energia da tutti i combattenti tra cui i suoi compagni, così Tsuna va a fermarlo. Rendendosi conto che Ghost è composto da fiamme, Tsuna lo assorbe, ma le fiamme sono pero assorbite da Byakuran. Forte di questo potere, Byakuran affronta Tsuna, e lo sconfigge facilmente. Tuttavia, il primo boss Vongola appare brevemente dall'anello di Tsuna e rimuove un sigillo al suo interno in modo da lasciare usare a Tsuna la sua potenza. Così, Tsuna è in grado di combattere a livello di Byakuran. |                                         |                             |
| 30 | Tutor Hitman Reborn! 30 「転校生来る!」 - Tenkōsei kuru! | 8 agosto 2010 ISBN 978-4-08-870087-8    | 24 ottobre 2013             |
| 30 | Capitoli - Target 279. Quando scompare l'arcobaleno (虹の消える時?, Niji no kieru toki) - Target 280. L'ultimo attacco (最後の一撃?, Saigo no ichigeki) - Target 281. Quel che resta (残されたもの?, Nokosaretamono) - Target 282. Addio futuro (さよなら未来?, Sayonara mirai) - Target 283. Scuola media Simon (至門中学?, Shimon chūgaku) - Target 284. I nuovi studenti (転校生?, Tenkōsei) - Target 285. Raduno (集合?, Shūgō) - Target 286. Empatia (共感?, Kyōkan) - Target 287. Mobilitazione (緊急招集?, Kinkyū shōshū) - Target 288. Sorveglianza (警護?, Keigo) |                                         |                             |
| 30 | Trama Uni si sacrifica con Gamma per riportare in vita gli Arcobaleno. Essi rivivono dopo che Tsuna riesce ad uccidere Byakuran, ponendo fine alla battaglia tra le due famiglie. Gli Arcobaleno aiutano Irie ad inviare Tsuna e i suoi amici indietro nel tempo utilizzando la stessa macchina del tempo che li ha fatti rimanere in futuro dopo essere stati colpiti dal bazooka di Lambo. Tornato alla sua vita normale, Tsuna riceve la notizia che la prossima settimana si terrà la cerimonia di successione in cui dovrà ufficialmente diventare il decimo boss. Mentre Tsuna dubita di poter diventare il 10 ° boss, lui ed i suoi guardiani incontrano dei nuovi studenti appena trasferiti, che rivelano di far parte della famiglia Simon. |                                         |                             |

## Volumi 31-42
| Nº | Titolo italiano Giapponese 「Kanji」 - Rōmaji | Data di prima pubblicazione             | Data di prima pubblicazione |
| Nº | Titolo italiano Giapponese 「Kanji」 - Rōmaji | Giapponese                              | Italiano                    |
| 31 | Tutor Hitman Reborn! 31 「継承式来る!」 - Keishō Shiki kuru! | 4 ottobre 2010 ISBN 978-4-08-870112-7   | 21 novembre 2013            |
| 31 | Capitoli - Target 289. Insalata (緊張?, Kinchō) - Target 290. Comunicazione (コミュニケーション?, Komyunikēshon) - Target 291. Il Nono (9代目?, Kyūdaime) - Target 292. Consiglio (相談?, Sōdan) - Target 293. Folata di vento (すれちがい?, Surechigai) - Target 294. La decisione (決意?, Ketsui) - Target 295. La cerimonia di successione (継承式?, Keishō shiki) - Target 296. Il colpevole (犯人?, Han'nin) - Target 297. Sangue (血?, Chi) - Target 298. Sotto pressione (圧倒?, Attō) - Target 299. Talbot (タルボ?, Tarubo) |                                         |                             |
| 31 | Trama Pochi giorni prima della cerimonia, Yamamoto viene brutalmente attaccato dal membro della famiglia Simon Kaoru Mizuno, quando scopre la loro famiglia ha intenzione di distruggere i Vongola. Mentre lui è in cura in ospedale privo di sensi, Tsuna decide di accettare il titolo di decimo boss, sapendo che il colpevole sarà presente alla cerimonia. Mentre la cerimonia inizia, i Simon rubano il Peccato della famiglia Vongola, in modo da poter sbloccare i loro anelli. Tsuna e i suoi guardiani cercano di fermarli, ma sono tutti facilmente sopraffatti dal loro leader Enma Kozato, che distrugge gli anelli. I Simon se ne vanno portandosi dietro Chrome e giurando di vendicare i loro antenati. Un anziano fabbro di nome Talbot si offre di riparare gli anelli. |                                         |                             |
| 32 | Tutor Hitman Reborn! 32 「ボンゴレVS.シモン来る!」 - Bongore bāsasu Shimon kuru! | 3 dicembre 2010 ISBN 978-4-08-870146-2  | 26 dicembre 2013            |
| 32 | Capitoli - Target 300. Aggiornamento (Ver.アップ?, Bājon appu) - Target 301. Preparativi (決意?, Ketsui) - Target 302. Caccia (追跡?, Tsuiseki) - Target 303. Scoppia la guerra (開戦?, Kaisen) - Target 304. Ryohei Sasagawa VS. Kouyou Aoba (笹川了平VS.青葉紅葉?, Sasagawa Ryōhei bāsasu Aoba Koyo) - Target 305. Il Vongola Gear del Sole (晴のVG?, Hare no Bongore Gia) - Target 306. Occhi (眼?, Me) - Target 307. Limiti (リミット?, Rimitto) - Target 308. La chiave (鍵?, Kagi) - Target 309. Chrome Dokuro e Julie Kato (クローム髑髏と加藤ジュリー?, Kurōmu Dokuro to Katō Jurī) - Target 310. Lambo! Lambo! Lambo! (ランボ!ランボ!ランボ!?, Ranbo! Ranbo! Ranbo!) |                                         |                             |
| 32 | Trama Dopo aver ripristinato e aggiornato gli anelli, Tsuna decide di recarsi al covo dei Simon in modo da risolvere i conti, accompagnato da Reborn, Gokudera, Ryohei e Lambo. Il gruppo arriva sull'isola dei Simon, dove vengono sfidati da loro. Ryohei fronteggia Koyo Aoba, che era diventato il suo rivale a scuola prima del tradimento dei Simon. La battaglia finisce in parità, così sia Ryohei che Aoba sono portati via dai Vindice per via delle regole stabilite in precedenza, e un ricordo che mostra le origini dei Vongola e dei Simon viene mostrato a tutti i partecipanti. |                                         |                             |
| 33 | Tutor Hitman Reborn! 33 「濃い影来る!」 - Kurai Kage kuru! | 4 marzo 2011 ISBN 978-4-08-870187-5     | 23 gennaio 2014             |
| 33 | Capitoli - Target 311. Lambo VS. Rarge (ランボvs大山らうじ?, Ranbo bāsasu Ōyama Rauji) - Target 312. I ricordi di Lambo (ランボの思い?, Ranbo no omoi) - Target 313. Fratellone (兄ちゃん?, Nii-chan) - Target 314. Per qualcuno (誰がために?, Ta ga Tame ni) - Target 315. Hayato Gokudera VS. Shitt P! (獄寺隼人 VS SHITT・P!?, Gokudera Hayato bāsasu Shitto Pī!) - Target 316. Lacrime (涙?, Namida) - Target 317. La rabbia di Enma (炎真の怒り?, Enma no ikari) - Target 318. Oltre la nebbia ( (霧の向こう?, Kiri no mukō) - Target 319. L'ombra nera (濃い影?, Kurai kage) - Target 320. L'arrivo di Hibari (雲雀飛来!?, Hibari Hirai!) |                                         |                             |
| 33 | Trama Lambo sconfigge Rarge dopo l'aggiornamento dei Vongola Gear, mentre da Gokudera sconfigge Shitt P. Enma, furioso, sfida Tsuna in battaglia. Tsuna e Enma combattono fino a quando questi non rivela che il padre di Tsuna, Iemitsu ha ucciso i suoi genitori e sua sorella, facendo perdere a Tsuna la sua volontà di combattere. Il membro dei Simon Julie Katou rivela a Chrome di essere in realtà il primo Guardiano della Nebbia, Demon Spade, e che ha causato il conflitto tra le due famiglie per ottenere il corpo di Mukuro. Chrome rifiuta di unirsi a lui e Demon la pone sotto il suo controllo mentale. Adelheid sfida Tsuna in battaglia, ma Hibari improvvisamente arriva con l'elicottero, combattendo Adelheid al posto di Tsuna. |                                         |                             |
| 34 | Tutor Hitman Reborn! 34 「覚醒来る!」 - Kakusei kuru! | 2 maggio 2011 ISBN 978-4-08-870220-9    | 26 febbraio 2014            |
| 34 | Capitoli - Target 321. Kyoya Hibari VS. Adelheid Suzuki (雲雀飛来 vs 鈴木アーデルハイド?, Hibari Kyoya bāsasu Suzuki Adoruhaito ) - Target 322. Hibari VS. i Cinquecento (雲雀 Vs. 500体?, Hibari bāsasu 500-Tai) - Target 323. Animaletti (小動物?, Shō dōbutsu) - Target 324. Il tradimento (裏切り?, Uragiri) - Target 325. Resistenza (反抗?, Hankō) - Target 326. La verità (真実?, Shinjitsu) - Target 327. Supplica (切願?, Setsugan) - Target 328. Il nemico da sconfiggere (倒すべき敵?, Taosubeki teki) - Target 329. Risveglio completato (完全な覚醒?, Kanzen'na kakusei) - Target 330. L'incontro (再会?, Saikai) |                                         |                             |
| 34 | Trama Hibari sconfigge Adelheid, mentre il quinto ricordo che in realtà il primo boss non tradì i Simon. Demon si è rivela a Tsuna e gli altri e ammette le sue vere intenzioni. Dopo aver sentito questo, Kaoru attacca Demon, ma questi lo ferisce gravemente, venendo salvato da Yamamoto curato dal Byakuran del presente. Demon e Chrome si ritirano dopo una breve lotta con Yamamoto. Il giorno successivo, Demon annulla il suo controllo mentale su Chrome e rimuove i suoi organi illusori per attirare Mukuro in trappola. Mukuro sostituisce rapidamente Chrome e si appresta a combattere Demon. Nel frattempo, Tsuna fronteggia Enma, già consumato dall'odio e combatte contro di lui. |                                         |                             |
| 35 | Tutor Hitman Reborn! 35 「新生D来る!」 - Shinsei Deimon kuru! | 4 agosto 2011 ISBN 978-4-08-870256-8    | 20 marzo 2014               |
| 35 | Capitoli - Target 331. Un nuovo Cambio Forma (新しい形態変化?, Atarashii Kanbio Foruma) - Target 332. L'orgoglio di Tsuna (ツナの誇り?, Tsuna no Hokori) - Target 333. La promessa (誓い?, Chikai) - Target 334. Mukuro Rokudo VS. Demon Spade (六道骸VS.D・スペード?, Rokudō Mukuro bāsasu Deimon Supēdo) - Target 335. Anomalia (異変?, Ihen) - Target 336. Demon rinato (新生D?, Shinsei Deimon) - Target 337. Il potere di Demon (Dの力?, Deimon no chikara) - Target 338. Kyoya Hibari VS. Demon Spade (雲雀恭弥VS.D・スペード?, Hibari Kyōya bāsasu Deimon Supēdo) - Target 339. Due imbranati (ダメダメコンビ?, Dame dame konbi) - Target 340. La decisione di Enma (炎真の決断?, Enma no ketsudan) - Target 341. Complicazioni (葛藤?, Kattō) |                                         |                             |
| 35 | Trama Tsuna riesce a far tornare normale Enma e il sesto ricordo appare, mostrando che Giotto e Cozart hanno accettato di mantenere segreta la sopravvivenza della famiglia Shimon. Mukuro sconfigge Demon liberando Julie dalla sua possessione, tuttavia non riesce a tornare al proprio corpo e si rende conto che Demon ha perso di proposito. Demon riesce a possedere il corpo di Mukuro e acquisisce lo stesso attributo dei Vendice, riuscendo ad evadere di prigione. Vongola e Shimon fanno un accordo con i Vendice in modo che rilascino i membri imprigionati in caso di sconfitta di Demon. Demon manda Yamamoto, Gokudera, Lambo, Julie e Hibari nel mondo illusorio, lasciando solo Tsuna ed Enma a combatterlo. Mentre la battaglia prosegue, Enma sta per sacrificarsi per sconfiggere Demon, finché Chrome non interferisce e protegge Enma con l'aiuto di Mukuro, facendo sì che Tsuna non esiti più e lanci un XX Burner verso Demon. |                                         |                             |
| 36 | Tutor Hitman Reborn! 36 「虹の呪い来る!」 - Niji no Noroi kuru! | 4 ottobre 2011 ISBN 978-4-08-870256-8   | 24 aprile 2014              |
| 36 | Capitoli - Target 342. Dov'è finito? (行方?, Yukue) - Target 343. La promessa affidata (誓い?, Chikai) - Target 344. L'asso nella manica (切り札?, Kirifuda) - Target 345. Elena per sempre (永遠のエレナ?, Eien no Erena) - Target 346. E poi un sorriso... (そして笑顔・・・?, Soshite egao...) - Target 347. Marmon e il nuovo elemento (マーモンと新戦力?, Māmon to shin senryoku) - Target 348. Marmon e il nuovo elemento parte seconda (マーモンと新戦力2?, Māmon to shin senryoku 2) - Target 349. Un piccolo dubbio (ふとした疑問?, Futoshita gimon) - Target 350. Incubo (悪夢?, Akumu) - Target 351. Un favore (頼み?, Tanomi) |                                         |                             |
| 36 | Trama Demon sopravvive e si accinge ad uccidere Tsuna, tuttavia, l'anello della terra di Enma si fonde con lo Sky Vongola Ring di Tsuna che si scopre essere la settima chiave. Sconfitto, Demon tenta di scappare abbandonando il corpo di Mukuro, ma i Vendice lo fermano, permettendo a Tsuna di distruggerlo definitivamente. Come promesso, i Vendice liberano Ryohei, i guardiani dei Shimon e Mukuro e mostrano loro l'ottava chiave che mostrava il passato di Giotto e Cozart nel dopoguerra. Diverse settimane dopo, i Varia e la gang di Kokuyo intendono reclutare Flan che vive in Francia nella loro squadra, ma entrambe le parti finirono per prenderlo in custodia dopo che Flan li ha derisi. Gli Arcobaleno hanno in seguito un sogno che li collega ad un uomo con il cappello di ferro, Checker Face, il responsabile della loro maledizione, che gli offre un modo per liberarsi da essa. Gli Arcobaleno iniziano quindi a cercare delle persone che si battino per loro. |                                         |                             |
| 37 | Tutor Hitman Reborn! 37 「虹の代理戦争来る!」 - Niji no dairi sensō kuru! | 4 gennaio 2012 ISBN 978-4-08-870314-5   | 22 maggio 2014              |
| 37 | Capitoli - Target 352. La proposta (提案?, Teian) - Target 353. I Rappresentanti (それぞれの代理?, Sorezore no dairi) - Target 354. Verde e Mukuro (ヴェルデと骸?, Verude to Mukuro) - Target 355. Yuni, Gamma e Byakuran (ユニとγと白蘭?, Yuni to Ganma to Byakuran) - Target 356. Le regole della Battaglia dei Rappresentanti (代理戦争のルール?, Dairi sensō no rūru) - Target 357. Il ritorno di papà (父帰る?, Chichi kaeru) - Target 358. La vigilia della battaglia (開戦前夜?, Kaisen zen'ya) - Target 359. Il primo giorno (始まりの日?, Hajimari no hi) - Target 360. Tsunayoshi Tawada VS. Iemitsu Sawada (沢田 綱吉ＶＳ.沢田 家光?, Sawada Tsunayoshi vs. Sawada Iemitsu) - Target 361. Il regalo (贈物?, Okurimono) |                                         |                             |
| 37 | Trama Reborn sceglie Tsuna, Gokudera, Yamamoto, Ryohei e Dino come suoi rappresentanti, mentre Yuni i gruppi di Gamma e Byakuran e Verde la Kokuyo Gang. Tutti i rappresentanti e gli Arcobaleno ricevono degli orologi da Wonomichi, il servo di Checker-Face, che gli spiega che la distruzione dell'orologio del leader comporta l'eliminazione della squadra. La squadra di Reborn forma un'alleanza con la squadra di Yuni, mentre Colonnello rivela di aver scelto il CEDEF come sua squadra rappresentativa. Il primo giorno della battaglia Tsuna si ritrova a combattere contro Iemitsu che è nella squadra di Colonnello. Gokudera, Yamamoto e Ryohei incontrano Hibari che è l'unico membro della squadra di Fon e rompe l'orologio di Ryohei. Nel frattempo, il solo rappresentante di Skull, Enma, viene attaccato dai Varia, la squadra di Mammon. |                                         |                             |
| 38 | Tutor Hitman Reborn! 38 「呪解来る!」 - Jukai kuru! | 4 aprile 2012 ISBN 978-4-08-870388-6    | 26 giugno 2014              |
| 38 | Capitoli - Target 362. Il Disincanto (呪解?, Jukai) - Target 363. Una squadra pericolosa (脅威のチーム?, Kyōi no chīmu) - Target 364. Il secondo giorno (2日目?, Futsukame) - Target 365. La previsione di Yuni (ユニの予言?, Yuni no yogen) - Target 366. Comincia la seconda battaglia! (2日目開戦!!?, Futsukame kaisen!!) - Target 367. Un colpo solo (一撃?, Ichigeki) - Target 368. Il secondo colpo (第二射?, Dainisha) - Target 369. La rivincita (再戦?, Saisen) - Target 370. La lezione (レッスン?, Ressun) - Target 371. Fuori dalla norma (規格外?, Kikakugai) |                                         |                             |
| 38 | Trama Essendo in grado di recuperare temporaneamente la sua forma adulta tramite l'orologio Arcobaleno, Skull riesce a difendere Enma dai Varia fino al termine del tempo ufficiale della partita e il resto della Famiglia Simon decide di unirsi a lui. Mentre Tsuna viene sconfitto da Iemitsu, Reborn propone di allearsi con la squadra di Yuni nella loro lotta contro la squadra di Verde. Durante il combattimento, Iemitsu rompe l'alleanza che aveva precedentemente fatto per attaccare le altre squadre partecipanti. Byakuran sacrifica il suo orologio per salvare Tsuna che combatte ancora una volta suo padre. Prima che Tsuna sia di nuovo sconfitto, Reborn prende la sua forma adulta per consigliarlo su come dovrebbe affrontare Iemitsu. Il combattimento però finisce prima che Tsuna e Iemitsu possano finirsi l'un l'altro. Nel frattempo, Hibari e Fon sono in grado di sconfiggere Leviathan, Lussuria e Belphegor grazie a Fon che usa la sua forma adulta per spezzare la maledizione. |                                         |                             |
| 39 | Tutor Hitman Reborn! 39 「8人目の赤ん坊来る!」 - Hachininme no Akanbō kuru! | 4 giugno 2012 ISBN 978-4-08-870419-7    | 24 luglio 2014              |
| 39 | Capitoli - Target 372. La forza di Fon (風の力?, Fon no chikara) - Target 373. Fon VS. Marmon (風VS.マーモン?, Fon bāsasu Māmon) - Target 374. Kyoya Hibari VS. Xanxus (雲雀恭弥VS.XANXUS?, Hibari Kyōya bāsasu Zanzasu) - Target 375. Apparizione (出現?, Shutsugen) - Target 376. Nuova forza in campo (新勢力?, Shinseiryoku) - Target 377. La minaccia dalle tenebre (闇からの強襲?, Yami kara no kyōshū) - Target 378. Attacco a sorpresa (闇討ち?, Yamiuchi) - Target 379. Ferite (ダメージ?, Damēji) - Target 380. Il terzo giorno (3日目?, Mikkame) - Target 381. Collaborazione (共闘!?, Kyōtō!) |                                         |                             |
| 39 | Trama Hibari e Fon combattono contro Squalo, Mammon e Xanxus, e la partita finisce in parità. Rifiutandosi di accettare il risultato, Hibari rompe il suo orologio in modo da poter continuare il combattimento fuori dal tempo di battaglia. Checker Face spiega che il Team Skull è stato sconfitto dal Vindice guidato da Bermuda von Vichtenstein, un Arcobaleno con un ciuccio chiaro apparso nei ricordi di Giotto e Cozart. Bermuda dichiara che lui e il suo team parteciperanno alla battaglia rappresentativa dopo aver rubato gli orologi del Team Skull. Poco dopo, i Vindice attaccano le restanti squadre al di fuori del tempo di battaglia. Il Team Colonnello è squalificato a causa della distruzione dell'orologio di Iemitsu, mentre le altre squadre sono gravemente ferite. Non molto tempo dopo l'attacco, tuttavia, gli orologi annunciano l'inizio di una nuova battaglia. Il Team Reborn e la squadra Verde si incontrano nel vicino parco e decidono di lavorare temporaneamente insieme per sconfiggere tre Vindice. Con il loro lavoro di squadra, sono in grado di strappare le vesti dei Vindice e sono scioccati nel vedere le loro vere forme con un ciuccio di pietra appeso a ciascuno dei loro colli. |                                         |                             |
| 40 | Tutor Hitman Reborn! 40 「虹の謎来る!」 - Niji no Nazo kuru! | 4 settembre 2012 ISBN 978-4-08-870479-1 | 21 agosto 2014              |
| 40 | Capitoli - Target 382. La forza dei Vindice (復讐者の力?, Vuindiche no chikara) - Target 383. La fiamma della determinazione (決意の炎?, Ketsui no honō) - Target 384. Spettatori della battaglia (戦いを見る者?, Tatakai o miru mono) - Target 385. Invito (勧誘?, Gansū) - Target 386. Il Giorno del Destino e la Battaglia dei Rappresentanti (運命の日と代理戦争?, Unmei no hi to dairi sensō) - Target 387. Il dubbio di Reborn (リボーンの疑問?, Ribōn no gimon) - Target 388. Una situazione difficile (窮地?, Kiyū chiji) - Target 389. Tsuna fa la sua mossa (ツナ動く?, Tsuna ugoku) - Target 390. Un tutor fallito (家庭教師失格?, Kateikyō shikkaku) - Target 391. La grande adunata (大招集?, Dai shōshū) |                                         |                             |
| 40 | Trama I Vindice, nelle loro vere forme, sconfiggono Yamamoto, Gokudera, Ken e Chikusa, lasciando solo Tsuna e Mukuro a combattere. Grazie all'aiuto di Chrome, Tsuna e Mukuro sconfiggono i Vindice. Compare quindi Bermuda, che invita Reborn a unirsi alla sua squadra e porta lui e Tsuna alla prigione dei Vindice dove apprendono la verità dietro la battaglia e Checker Face. Bermuda rivela la sua intenzione di uccidere Checker Face, anche se questo significa uccidere anche loro e gli attuali Arcobaleno. Reborn rifiuta l'offerta dopo che Tsuna dichiara che troverà un altro modo per mantenere vivi gli Arcobaleno. Tsuna e Jager combattono, ma il primo è rapidamente sconfitto. Bermuda decide di dare a Reborn un po' di tempo per ripensare alla sua proposta e li lascia andare. Tsuna si chiede cosa potrebbe fare per aiutare gli Arcobaleno e ha un'idea su come prolungare le loro vite. Dopo una discussione con Talbot e dopo aver visitato i boss delle squadre uno ad uno, chiedendogli di dare la loro forza, il piano di Tsuna si concretizza. Il giorno dopo, la gente che Tsuna ha visitato si raduna a casa sua, mentre Tsuna chiede loro di unire le forze e combattere insieme per sconfiggere Bermuda e la sua squadra. |                                         |                             |
| 41 | Tutor Hitman Reborn! 41 「復讐者（ヴィンディチェ）戦来る!」 - Vindiche-sen kuru! | 4 dicembre 2012 ISBN 978-4-08-870517-0  | 25 settembre 2014           |
| 41 | Capitoli - Target 392. Prima dello scontro finale (決戦直前?, Kessen chokuzen) - Target 393. Il discorso di Tsuna (ツナの説得?, Tsuna no settoku) - Target 394. Il giorno dell'attacco (激突の日?, Gekitotsu no hi) - Target 395. Uno a uno... (各個撃破！?, Kakko gekiha!) - Target 396. L'alleanza (連合チーム?, Rengō chīmu) - Target 397. La forza dei Vongola (ボンゴレの力?, Bongore no chikara) - Target 398. VS. Jaeger (ＶＳ.イエーガー?, Vs. Iēgā) - Target 399. Spalle al muro (窮地?, Kyūchi) - Target 400. Dominazione (圧倒的?, Attōteki) - Target 401. Tsunayoshi Sawada VS. Jaeger (沢田 綱吉ＶＳ.イエーガー?, Sawada Tsunayoshi vs. Iēgā) |                                         |                             |
| 41 | Trama Tsuna convince tutte le squadre rimanenti a formare un'alleanza insieme per sconfiggere il Team Bermuda. Il giorno dopo, mentre la battaglia inizia, usando le invenzioni dei loro tecnici, le squadre alleate attirano con successo i rimanenti membri di Vindice in tre luoghi separati per permettere a Tsuna, Enma e Basil, di sconfiggere i nemici uno per uno mentre i restanti membri terranno occupati Bermuda e gli altri tre Vindice fino al loro arrivo. Pur riuscendo a sconfiggere Alejandro senza alcun danno, Basil viene sconfitto da Big Pino e Small Gia, seguito da Gokudera e Yamamoto, che sconfiggono i nemici a costo dei loro orologi. Nel frattempo, Jager sconfigge facilmente Squalo, Xanxus, Byakuran e Dino, lasciando solo Mukuro e Hibari a combattere fino a quando Tsuna arriva con Enma, Chrome e Flan. Con l'aiuto dei suoi rimanenti alleati, Tsuna è in grado di sconfiggere Jager. Tuttavia, prima che possa finirlo, Bermuda annulla la sua maledizione per combattere Tsuna. |                                         |                             |
| 42 | Tutor Hitman Reborn! 42 「ちゃおちゃお来る!」 - Chao Chao kuru! | 4 marzo 2013 ISBN 978-4-08-870552-1     | 23 ottobre 2014             |
| 42 | Capitoli - Target 402. La battaglia dei Disincanto (呪解バトル?, Jukai batoru) - Target 403. Il coraggio di morire definitivo (究極の死ぬ気?, Kyūkyoku no shinuki) - Target 404. L'ultimo pugno (最後の拳?, Saigo no ken) - Target 405. Il passato e il futuro del 7³ (7³の過去と未来?, Turinisette no kako to mirai) - Target 406. Che fine farà la maledizione? (呪いの行方?, Noroi no yukue) - Target 407. La scelta finale (究極の選択?, Kyūkyoku no sentaku) - Target 408. La decisione definitiva (究極の決断?, Kyūkyoku no ketsudan) - Target 409. Ciao ciao! (ちゃおちゃお！?, Chao chao!) - Capitolo speciale 1. La nostra tipica giornata (みんなのささいな日常?, Min'na no sasaina nichijō) - Capitolo speciale 2. Tsuna il Re dei mostri (怪物づかいツナ?, Kaibutsu-tsukai Tsuna) |                                         |                             |
| 42 | Trama Bermuda distrugge gli orologi dei compagni di Tsuna per impedirgli di aiutarlo. Tsuna combatte contro Bermuda e viene rapidamente sopraffatto, così Reborn usa il suo tempo di rilascio della maledizione rimanente e aiuta Tsuna, usando il suo Proiettile del Coraggio di Morire su di lui e permettendogli di sconfiggere Bermuda con facilità. Checker Face si presenta dichiarando il Team Reborn vincitore e rivela la sua vera identità come Kawahira e la storia dietro il Tri-ni-Sette. Talbot arriva con un'altra soluzione per proteggere il Tri-ni-sette senza dover creare Arcobaleno con la potenza della Fiamma della Notte di Bermuda. Accettando di affidare il Tri-ni-Sette alla futura generazione, Kawahira rilascia gli Arcobaleno dalla maledizione, permettendo loro di crescere come normali umani. Diversi giorni dopo, dopo aver ricevuto l'invito al matrimonio di Colonnello e Lal, Reborn spara a Tsuna con il Proiettile del Coraggio di Morire per confessare il suo amore a Kyoko, fallendo. Tsuna si trova quindi di fronte alla decisione di diventare Vongola Decimo o no, che rifiuta rapidamente e Reborn se ne va. Una settimana dopo la partenza di Reborn, Tsuna si rende conto di essere ancora un buono a nulla e si deprime. Tuttavia, Reborn torna improvvisamente con la missione di renderlo Neo Vongola Primo, che equivale a diventare Vongola Decimo. Così Tsuna comincia a rendersi conto che anche se non molto, è cambiato in meglio dal momento che ora ha amici su cui può contare quando è necessario. |                                         |                             |